# Flakpanzer 38(t)
Flakpanzer 38(t) (förkortning för Flugabwehrkanonenpanzer) var en tysk luftvärnskanonvagn under andra världskriget baserad på den tjeckoslovakisk stridsvagnen Panzer 38(t). Flakpanzer 38(t) togs fram som en temporär lösning innan produktionen av Flakpanzer IV Möbelwagen kom igång. Den 15 oktober 1943 beställdes 150 stycken Flakpanzer 38(t) som skulle produceras fram till början av 1944. När produktionen upphörde i februari 1944 efter 140 stycken Flakpanzer 38(t), valde man att använda de tio sista chassina till infanterikanonvagnen Grille eftersom man ansåg att vagnens 2cm FlaK 38 saknade den eldkraft som krävdes för att bekämpa moderna jaktbombplan och markattackplan.
Under januari och februari 1944 tilldelades vagnen luftvärnsplutonen tillhörande pansardivisionernas pansarregemente, främst pansardivisioner på västfronten. En av divisionerna som använde Flakpanzer 38(t) var 12. SS-Panzer-Division Hitlerjugend.

## Egenskaper
Överdelen av kroppen hade nedfällbara sidor för att kanonen skulle kunna användas mot lågflygande plan och markmål.